# Lloyd Smucker

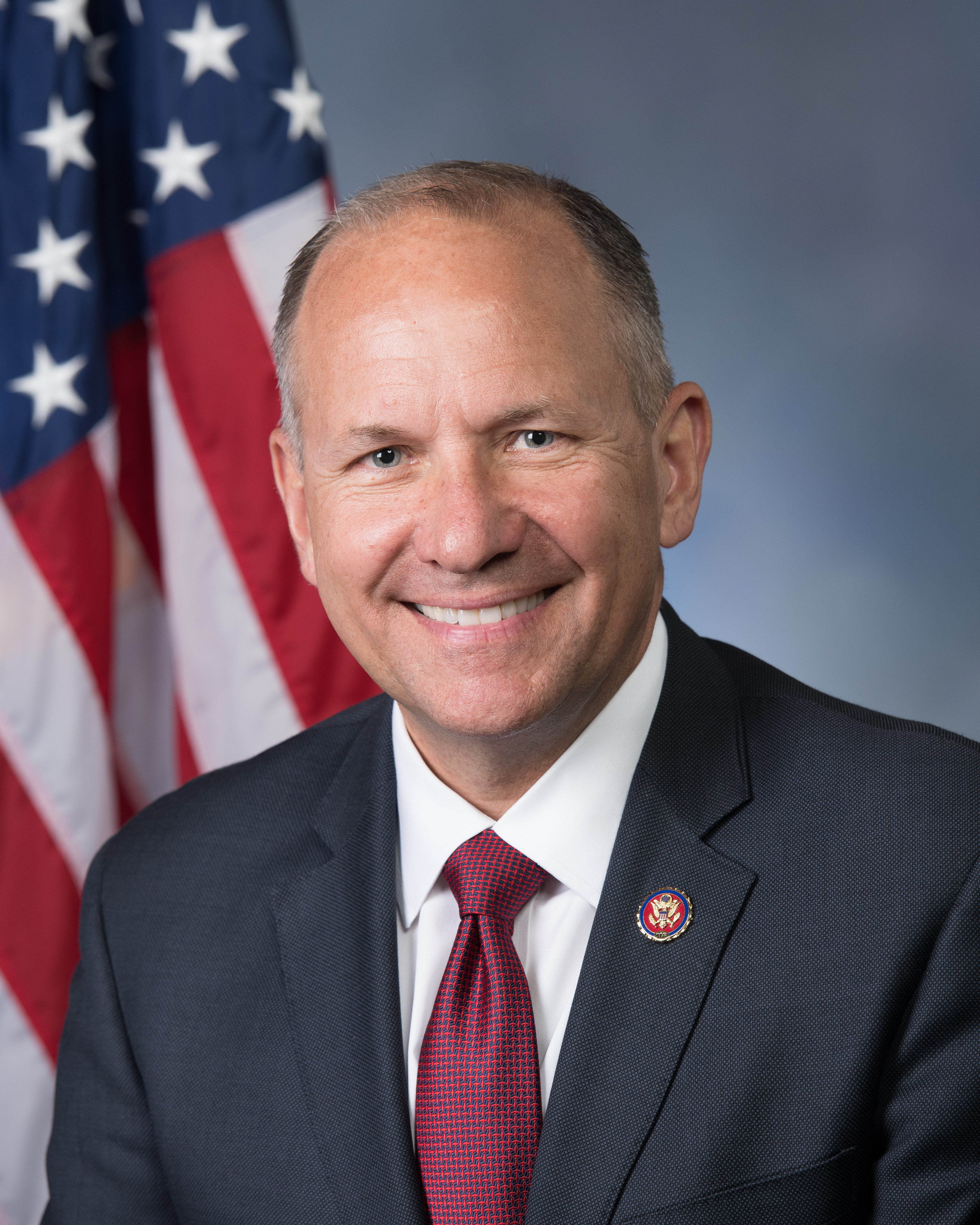
Lloyd Smucker (2019)

Lloyd Kenneth Smucker (* 23. Januar 1964 in Lancaster, Pennsylvania) ist ein US-amerikanischer Politiker der Republikanischen Partei. Seit Januar 2017 vertritt er den Bundesstaat Pennsylvania im US-Repräsentantenhaus, bis 2019 im 16. Distrikt, seither im elften Distrikt.

## Werdegang
Im Jahr 1981 absolvierte Lloyd Smucker die Lancaster Mennonite High School. Anschließend besuchte er das Lebanon Valley College und von 1988 bis 1991 das Franklin & Marshall College. Er wurde in der Baubranche tätig und leitete 25 Jahre lang die familieneigene Baufirma Smucker Company. Außerdem wurde er Unternehmensberater. In seiner Heimat ist er Mitglied zahlreicher Organisationen und Vereinigungen.
Privat lebt er mit seiner Frau Cindy und den drei Kindern in West Lampeter.

## Politik

### Kommunale und Regionale Ebene
Politisch schloss er sich der Republikanischen Partei an. Er begann seine politische Laufbahn als Mitglied der Planungskommission der Gemeinde West Lampeter Township. Dort war er auch für zwei Amtszeiten Ortsvorsteher. Zwischen 2009 und 2016 saß er im Senat von Pennsylvania.

### US-Repräsentantenhaus
Bei den Kongresswahlen des Jahres 2016 wurde Smucker im 16. Wahlbezirk von Pennsylvania gegen die Demokratin Christina Hartman in das US-Repräsentantenhaus in Washington, D.C. gewählt, wo er am 3. Januar 2017 die Nachfolge von Joseph R. Pitts antrat, der 2016 nicht mehr kandidiert hatte.
Nach der Neueinteilung der Wahlbezirke in Pennsylvania trat er in der Wahl 2018 im elften Distrikt an. Er setzte sich gegen die Demokratin Jessica King mit 59,0 % der Stimmen durch. Bei der Wahl 2020 gegen die Demokratin Sarah Hammondsetzte er sich mit 63 % und bei der Wahl 2022 mit 61,5 % gegen Bob Hollister von der Demokratischen Partei durch. Bei der Wahl 2024 zum 119. Kongress wurde er mit 62,9 % wiedergewählt. Seine aktuelle Legislaturperiode im Repräsentantenhaus des 119. Kongresses läuft noch bis zum 3. Januar 2027.

#### Ausschüsse
Er ist aktuell Mitglied in folgenden Ausschüssen des Repräsentantenhauses:
- Committee on Education and the Workforce
  - Health, Employment, Labor, and Pensions
  - Higher Education and Workforce Development
- Committee on the Budget
- Committee on Ways and Means
  - Tax
  - Trade
  - Work and Welfare